# Політичні партії Франції

## Партії з ідеології

### Вкрай праві
- Національне об'єднання (Front National, FN) — існує з 1972 року ультраправа націоналістична партія, апелює до євроскептицизму
- Патріоти (Les Patriotes) — політична партія, створена Флоріаном Філліппо 29 вересня 2017
- Національний республіканський рух (Mouvement National Républicain) — відколовся у 1999 року від Національного фронту.
- Частина Франції (Le Parti de la France (PDF)) — націоналістична партія, створена в 2009 Карлом Лангом та іншими колишніми учасниками Національного фронту
- Комітет Жанни — політична партія, створена Жан-Марі Ле Пеном, після його відходу з Національного фронту

### Праві
- Республіканці (Les Républicains) — основна консервативна партія, створена в 2002 році під назвою «Союз за народний рух» як правонаступниця голлістського «Об'єднання на підтримку республіки» та отримала нинішнє найменування в 2015 році.
- Рух за Францію (Mouvement pour la France) — правоконсервативна голлістська партія.
- Солідарна республіка (République solidaire) — правоцентристська голлістська партія.
- «Вставай, республіка» — соціал-консервативна голлістська партія, що з'явилася в 2008 році.
- Об'єднання за Францію і європейську незалежність (Rassemblement pour la France et l'indépendance de l'europe) — євроскептична голлістська партія з 1999 року.
- Полювання, риболовля, природа, традиції (Chasse, pêche, nature et traditions) — традиціоналістична партія, заснована в 1989 році.
- Екологічне покоління — зелена правоцентристська консервативна партія з 1990 року.

### Центристські
- Вперед, Республіка! (La République en Marche!) — центристська партія, створена в 2016 році Емманюель Макроном.
- Демократичний рух (Mouvement démocrate, MoDem) — ліберальна партія, створена в 2009 році Франсуа Байру на основі Союзу за французьку демократію.
- Союз демократів і незалежних (Union des démocrates et indépendants) — центристська сила, заснована в 2012 році з дев'яти партій, що зберегли свою незалежність, в їх числі:
  - Радикальна партія — найстаріша (з 1901 року) політична партія Франції;
  - Новий центр — соціал-ліберальна партія, створена в 2007 році членами Союзу за французьку демократію, що не ввійшли в Демократичний рух;
  - Сучасні ліві — реформістська партія, створена в 2007 році правими членами Соціалістичної партії, підтримали Союз за народний рух.
- Cap21 (Громадянство, дія, участь за XXI століття, Citoyenneté Action Participation pour le 21ème siècle) — ліберальна екологічна партія.

### Лівоцентристські
- Радикальна ліва партія (Parti radical de gauche) — ліволіберальною партія, створена в 1972 році лівим крилом Радикальної партії.
- Соціалістична партія (Parti Socialiste, PS) — основна соціалістична партія країни, заснована в 1969 році на базі Французької секції Робочого інтернаціоналу.
- Європа Екологія-Зелені (Europe Écologie Les Verts, EELV) — екологістична партія лівого спрямування, що з'явилася в 2010 році в результаті злиття партій «Європа Екологія» і «Зелених».
- «Новий курс» (Nouvelle Donne) — ліва партія, яка бореться за кейнсіанську економіку, створена в 2013 році.

### Ліві
- Нескорена Франція (La France insoumise) — ліва популістська партія, заснована в січні 2017 року Жаном-Люком Меланшоном
- Лівий фронт (Front de gauche, FG) — політична коаліція комуністичних і демосоціалістичних сил, утворена в 2008 році; в їх числі:
  - Французька комуністична партія (Parti communiste français) — одна з найбільших компартій західного світу, заснована в 1920 році;
  - Ліва партія (Parti de gauche) — лівосоціалістична партія, заснована в 2009 році колишніми членами Соціалістичної партії;
  - Унітарні ліві (Gauche unitaire), «Конвергенція і альтернатива» (Convergences et alternative) та Антикапіталістичні ліві (Gauche anticapitaliste) — фракції Революційної комуністичної ліги і Нової антикапіталістичної партії;
  - «Республіка і соціалізм» (République et socialisme, відкол від Республіканського і громадянського руху),
  - Комуністична партія робітників Франції (Parti communiste des ouvriers de France, ортодоксальна ходжаїстська компартія).
- Рух поступовців (Mouvement des progressistes) — соціалістична партія, створена колишнім генсеком Компартії Робером Ю.
- Республіканський та громадянський рух (Mouvement républicain et citoyen) — лівопопулістська євроскептична партія, створена в 1993 році колишнім членом Соцпартії Жаном-П'єром Шевенманом.

### Вкрай ліві
- Нова антикапіталістична партія (Nouveau parti anticapitaliste, NPA) — радикальна ліва партія, заснована в 2009 році на основі троцькістської Революційної комуністичної ліги (секції Возз'єднаного Четвертого інтернаціоналу), що саморозпустилась.
- Робоча боротьба (Lutte Ouvrière, LO) — троцькістська партія, історія якої сягає до 1939 році, зконцентрована на роботі в середовищі.
- Незалежна робоча партія (Parti ouvrier indépendant) — ліва євроскептична партія навколо троцькістської (ламбертистської) групи Міжнародна комуністична організація, створена на базі розпущеної Партії трудящих в 2008 році.
- Марксистсько-ленінська комуністична організація — Пролетарський шлях (Organisation communiste marxiste-léniniste — Voie prolétarienne, OCML-VP) — маоїстська організація, створена у 1976 році.

### Регіональні
- Партія корсиканської нації (U Partitu di a Nazione Corsa) — лівоцентристська автономістська партія Корсики.
- Вільна Корсика (Corsica Libera) — ліва автономістська партія Корсики на базі Корсиканського націоналістичного альянсу.
- Бретонська партія (Parti Breton) — лівоцентристська партія за незалежність Бретані.
- Демократичний бретонський союз (Union Démocratique Bretonne) — ліва автономістська партія Бретані.
- Окситанська партія (Partit Occitan) — лівоцентристська партія за автономію Окситанії.
- Рух Савойського регіону (Mouvement Région Savoie) — регіоналістична партія у Савойї.
- Савойська ліга (фр. Ligue savoisienne, арп. Liga de la Savouè) — регіоналістична партія у Савойї.

### Інше
- Народний республіканський союз — вимагає вихід Франції з ЄС, зони євро і НАТО; створена генеральним інспектором міністерства фінансів і економіки Франсуа Асселино.
- Різні ліві — позначення належності безпартійного кандидата або політика до лівої частини політичного спектру.
- Різні праві — позначення належності безпартійного кандидата або політика до правої частини політичного спектру.

## Історичні партії
- Республіканський союз
- Поссибілісти
- Радикальна партія
- Французька секція Робочого інтернаціоналу
- Соціалістична партія Франції — Союз Жана Жореса
- Соціалістичний республіканський союз
- Міжнародна робоча партія
- Французька народна партія
- Французька соціальна партія
- Національно-народне об'єднання
- Міжнародна комуністична партія
- Народно-республіканський рух
- Об'єднання французького народу
- Об'єднана соціалістична партія
- Партія за комуністичну альтернативу
- Федерація національної та європейської дії
- Союз демократів на підтримку республіки
- Революційна комуністична ліга
- Об'єднання в підтримку республіки
- Союз за французьку демократію
- «Зелені»
- Партія трудящих
- Союз за народний рух